# Consonne spirante rétroflexe voisée
La consonne spirante rétroflexe voisée est un son consonantique peu fréquent des langues parlées. Son symbole dans l'alphabet phonétique international est [ɻ]. Ce symbole représente un r renversé [ɹ] (transcrivant une spirante alvéolaire) avec la hampe descendante en crochet vers la droite.

## Caractéristiques
Voici les caractéristiques de la consonne spirante rétroflexe voisée :
- Son mode d'articulation est spirant, ce qui signifie qu’elle est produite en contractant modérément les organes phonateurs  au point d’articulation, causant à peine une turbulence.
- Son point d’articulation est rétroflexe, ce qui signifie qu'elle est articulée avec la pointe de la langue retournée contre le palais.
- Sa phonation est voisée, ce qui signifie que les cordes vocales vibrent lors de l’articulation.
- C'est une consonne orale, ce qui signifie que l'air ne s’échappe que par la bouche.
- C'est une consonne centrale, ce qui signifie qu’elle est produite en laissant l'air passer au-dessus du milieu de la langue, plutôt que par les côtés.
- Son mécanisme de courant d'air est égressif pulmonaire, ce qui signifie qu'elle est articulée en poussant l'air par les poumons et à travers le chenal vocatoire, plutôt que par la glotte ou la bouche.

## En français
Le français standard ne possède pas le [ɻ]. Toutefois, en français québécois, il est souvent utilisé pour les mots empruntés à l'anglais : roller se prononce alors [ɻɔlɚ].

## Autres langues
Dans certains dialectes de l'anglais américain et l'anglais irlandais, le r est prononcé [ɻ].
En mandarin, le [ɻ] est un allophone du /r/, prononcé aussi [ʐ].
On trouve ce son dans certaines langues dravidiennes comme le tamoul ou le malayalam, où il occupe une place de phonème à part entière. Le nom du tamoul dans cette langue contient justement ce son : tamiḻ (தமிழ்) se prononce [tamiɻ].